# منطقة بانكورا
بانكورا رمزها «BN» (بالإنجليزية: Bankura)‏ ، هو تقسيم إداري لدولة الهند تتبع ولاية البنغال الغربية (بالإنجليزية: West  Bengal)‏ ، مركزها هو مدينة بانكورا (بالإنجليزية: Bankura)‏ عدد سكانها حسب تعداد سنة 2001 هو 3,191,822 ، مساحتها 6,882 كم² وكثافة السكان 464 لكل كم² .